# Tiankadi
Tiankadi is een gemeente (commune) in de regio Sikasso in Mali. De gemeente telt 4700 inwoners (2009).
De gemeente bestaat uit de volgende plaatsen:
- Lébentoula
- Sibirifina
- Zibangolola (hoofdplaats)